# (Piruvat, fosfat dikinaza) kinaza
(piruvat, fosfat dikinaza) kinaza (EC 2.7.11.32, PPDK regulatorni protein, piruvat, fosfat dikinaza regulatorni protein, bifunkcionalna dikinaza regulatorni protein) je enzim sa sistematskim imenom ADP:(piruvat, fosfat dikinaza) fosfotransferaza. Ovaj enzim katalizuje sledeću hemijsku reakciju
ADP + [piruvat, fosfat dikinaza] {\displaystyle \rightleftharpoons } AMP + [piruvat, fosfat dikinaza] fosfat
Enzim iz biljki Zea mays (kukuruz) i Arabidopsis je bifunkcionalan i katalizuje fosforilaciju i defosforilaciju piruvat, fosfat dikinaze (EC 2.7.9.1).

## Literatura
- Nicholas C. Price; Lewis Stevens (1999). Fundamentals of Enzymology: The Cell and Molecular Biology of Catalytic Proteins (Third изд.). USA: Oxford University Press. ISBN 019850229X.
- Eric J. Toone (2006). Advances in Enzymology and Related Areas of Molecular Biology, Protein Evolution (Volume 75 изд.). Wiley-Interscience. ISBN 0471205036.
- Branden C; Tooze J. Introduction to Protein Structure. New York, NY: Garland Publishing. ISBN 0-8153-2305-0.
- Irwin H. Segel. Enzyme Kinetics: Behavior and Analysis of Rapid Equilibrium and Steady-State Enzyme Systems (Book 44 изд.). Wiley Classics Library. ISBN 0471303097.

## Spoljašnje veze
- (pyruvate,+phosphate+dikinase)+kinase на 